# Federico Matías Vieyra
Federico Matías Vieyra (nascido em 21 de julho de 1988) é um handebolista argentino. Integrou a seleção argentina que ficou em décimo lugar nos Jogos Olímpicos de Verão de 2016 no Rio de Janeiro. Atua como armador direito e joga pelo clube CB Ademar León. Foi medalha de ouro nos Jogos Pan-Americanos de 2011 e prata em 2015, além de bronze no Campeonato Pan-Americano de Handebol Masculino de 2016.